# Pueblo Viejo, Morelos
Pueblo Viejo är en ort i Mexiko.   Den ligger i kommunen Tlaquiltenango och delstaten Morelos, i den sydöstra delen av landet, 100 km söder om huvudstaden Mexico City. Pueblo Viejo ligger 822 meter över havet och antalet invånare är 460.
Terrängen runt Pueblo Viejo är kuperad åt sydost, men åt nordväst är den platt. Pueblo Viejo ligger nere i en dal. Runt Pueblo Viejo är det ganska glesbefolkat, med 42 invånare per kvadratkilometer. Närmaste större samhälle är Zacatepec, 15,0 km norr om Pueblo Viejo. I omgivningarna runt Pueblo Viejo växer huvudsakligen savannskog.